# Frankrikes Grand Prix 1963
Frankrikes Grand Prix 1963 var det fjärde av tio lopp ingående i formel 1-VM 1963.  

## Resultat
1. Jim Clark, Lotus-Climax, 9 poäng
2. Tony Maggs, Cooper-Climax, 6
3. Graham Hill, BRM
4. Jack Brabham, Brabham-Climax, 3
5. Dan Gurney, Brabham-Climax, 2
6. Jo Siffert, Siffert Racing Team (Lotus-BRM), 1
7. Chris Amon, Reg Parnell (Lola-Climax)
8. Maurice Trintignant, Reg Parnell (Lotus-Climax)
9. Innes Ireland, BRP-BRM
10. Lorenzo Bandini, Scuderia Centro Sud (BRM)
11. Jim Hall, BRP (Lotus-BRM)
12. Bruce McLaren, Cooper-Climax (varv 42, tändning)
13. Trevor Taylor, Lotus-Climax (41, upphängning)

### Förare som bröt loppet
- Phil Hill, Ecurie Filipinetti (Lotus-BRM) (varv 34, för få varv)
- Joakim Bonnier, R R C Walker (Cooper-Climax) (32, för få varv)
- Masten Gregory, Tim Parnell (Lotus-BRM) (30, växellåda)
- John Surtees, Ferrari (12, bränslepump)
- Tony Settember, Scirocco-BRM (5, hjullager)
- Richie Ginther, BRM (4, kylare)

### Förare som ej startade
- Ludovico Scarfiotti, Ferrari (olycka)
- Peter Arundell, Lotus-Climax (Körde ett annat lopp)